# World Series 1971
Le World Series 1971 sono state la 68ª edizione della serie di finale della Major League Baseball al meglio delle sette partite tra i campioni della National League (NL) 1971, i Pittsburgh Pirates, e quelli della American League (AL), i Baltimore Orioles. A vincere il loro quarto titolo furono i Pirates per quattro gare a tre.
La serie si rivelò particolarmente equilibrata, protraendosi sino a gara 7, con i Pirates che finirono per avere la meglio sugli Orioles campioni in carica, una squadra ricca di stelle che stava disputando le terze World Series consecutive.
In quella che fu la sua ultima apparizione alle World Series, Roberto Clemente dei Pirates divenne il primo giocatore di lingua spagnola ad essere premiato come MVP. Clemente batté almeno una valida in tutte le sette gare, un'impresa che gli era già riuscita nel 1960. Le due squadre si sarebbero rincontrate nuovamente in finale otto anni dopo, con lo stesso risultato.

## Sommario
Pittsburgh ha vinto la serie, 4-3.
| Gara | Data       | Risultato                                                 | Stadio               | Tempo | Pubblico |
| ---- | ---------- | --------------------------------------------------------- | -------------------- | ----- | -------- |
| 1    | 9 ottobre  | Pittsburgh Pirates – 3, Baltimore Orioles – 5             | Memorial Stadium     | 2:06  | 53.229   |
| 2    | 11 ottobre | Pittsburgh Pirates – 3, Baltimore Orioles – 11            | Memorial Stadium     | 2:55  | 53.239   |
| 3    | 12 ottobre | Baltimore Orioles – 1, Pittsburgh Pirates – 5             | Three Rivers Stadium | 2:20  | 50.403   |
| 4    | 13 ottobre | Baltimore Orioles – 3, Pittsburgh Pirates – 4             | Three Rivers Stadium | 2:48  | 51.378   |
| 5    | 14 ottobre | Baltimore Orioles – 0, Pittsburgh Pirates – 4             | Three Rivers Stadium | 2:16  | 51.377   |
| 6    | 16 ottobre | Pittsburgh Pirates – 2, Baltimore Orioles – 3 (10 inning) | Memorial Stadium     | 2:59  | 44.174   |
| 7    | 17 ottobre | Pittsburgh Pirates – 2, Baltimore Orioles – 1             | Memorial Stadium     | 2:10  | 47.291   |

## Hall of Famer coinvolti
- Umpire: Nestor Chylak
- Pirates: Roberto Clemente, Bill Mazeroski, Willie Stargell
- Orioles: Earl Weaver (manager), Jim Palmer, Brooks Robinson, Frank Robinson